# Gustau Bofill i Capella
Gustau Bofill i Capella fou un industrial i polític català. Fou membre del primer consell d'administració de Fomento de Construcciones y Contratas i fou elegit diputat del Partit Conservador pel districte de Cervera a les eleccions generals espanyoles de 1884 i 1896. A les eleccions de 1893 fou derrotat per Vicente Alonso-Martínez y Martín. Durant el seu primer mandat va rebre un suplicatori, que no fou concedit, sota l'acusació d'haver falsejat una cèdula de proposta d'interventors. Com a diputat es mostrà molt poc actiu.